# Тайга (станция)
Тайга́ — участковая узловая железнодорожная станция Кузбасского региона Западно-Сибирской железной дороги. Расположена в городе Тайге Кемеровской области. Находится на 3565 км Транссибирской магистрали. Начало Томской железнодорожной ветви.

## История

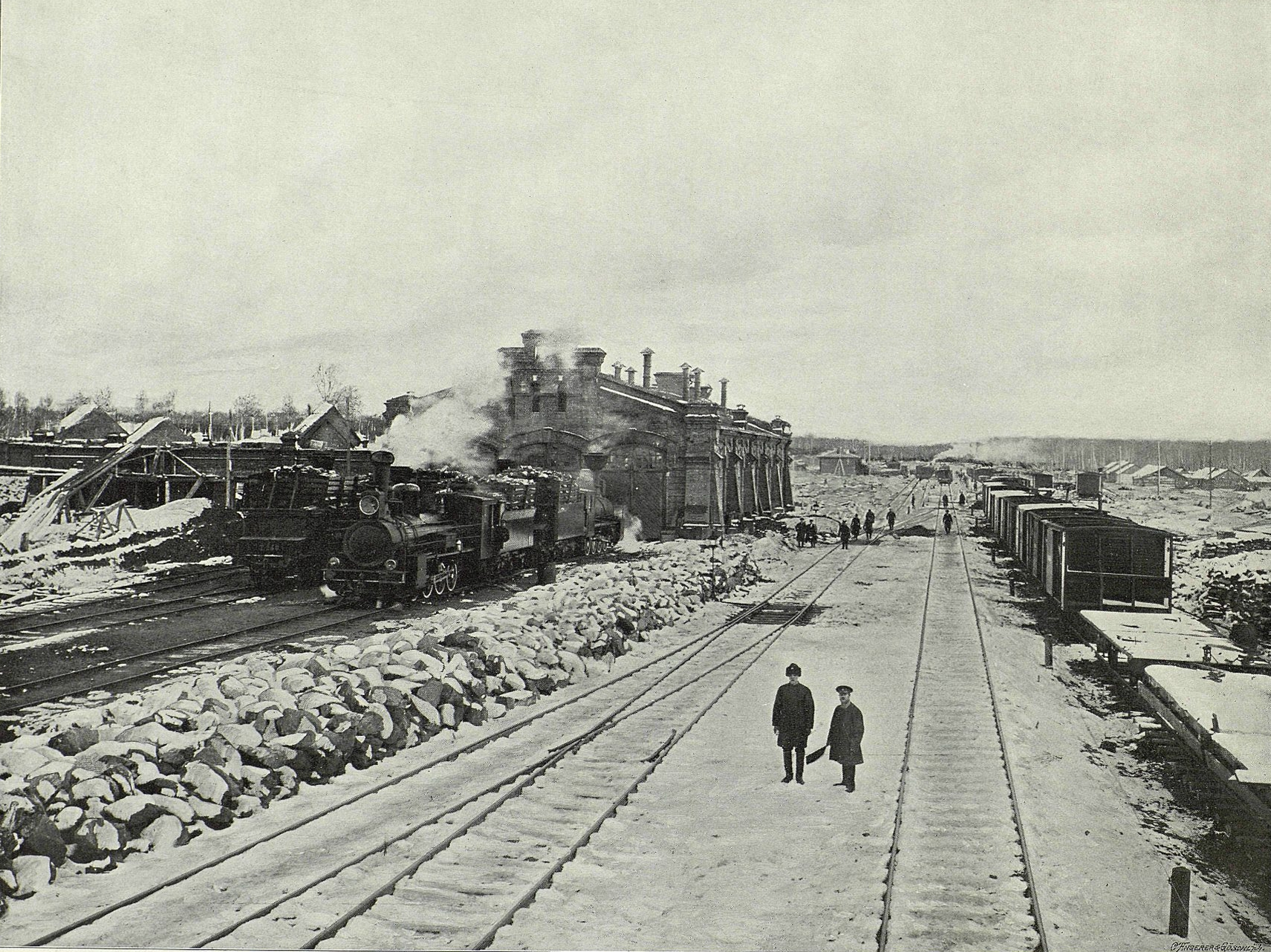
Вид станции Тайга, паровозное депо. Конец XIX века

Железнодорожная станция была построена при строительстве Средне-Сибирской железной дороги Великого Сибирского пути на 222-й версте от Кривощёкова и 1554 версте от Челябинска на участке от Новониколаевска до Красноярска. Одновременно от станции строилась до города Томска, тогда административного центра Томской губернии, тупиковая Томская ветвь с конечной станцией Черемошники. Окончание строительства в 1896 году. Открытие работы и регулярного сообщения в 1898 году. По состоянию на конец XIX века, станция Тайга относилась к III классу. Название станции происходит от глухой таёжной местности места строительства. 
После завершения строительства Транссиба на Средне-Сибирском участке являлся безымянным разъездом, откуда уходила железная дорога на Томск. Позднее[когда?] разъезд был назван Томск-Таёжный, а в 1913 году преобразован в станцию Тайга.
В проектировании и строительстве станции принимал участие русский инженер и писатель Н. Г. Гарин-Михайловский.
В 1913 году отправлено 2153 тонн груза, принято 7070 тонн груза, продано 92 256 пассажирских билетов.
После строительства обходной железной дороги и сооружения[когда?] ещё одной станции в городе Тайге (станция Тайга II) долгое время станция называлась Тайга I. Однако, в 1990-е годы после частичного демонтажа обходной дороги и преобразования Тайги II в разъезд, станция вновь стала называться Тайга без числительного.
Во времена использования паровозов для них требовалось много воды. Сначала её пытались добывать с помощью скважин и подавать на гидроколонки через типовые водонапорные башни. Но со временем воды стало катастрофически не хватать, и пришлось строить водовод с реки Яи, где построили плотину и насосную станцию.
В 1918 году жители Тайги совершили героический поступок, вступившись за заключенных на поезде из Самары, известном также как «Самарский поезд смерти». Горожане отказались пустить состав дальше, пока в вагонах не будут установлены печи и нары, что и было выполнено.

## Вокзал
Вокзал станции островного типа, выстроен[когда?] в модерновом стиле и имеет островное расположение. С южной стороны вокзала проходит основной маршрут Транссиба, с северной стороны начинается Томская ветвь. Пути с северной стороны вокзала используются в основном для грузовых поездов, пассажирские поезда в Томск отходят с южной стороны вокзала и ещё следуют 2 км по Транссибу до Западного переезда прежде, чем повернуть в Томск.
- | Объект культурного наследия народов РФ регионального значения (Кемеровская область) | Объект культурного наследия России регионального значения рег. № 421410216350005 (ЕГРОКН) объект № 4200233000 (БД Викигида) |

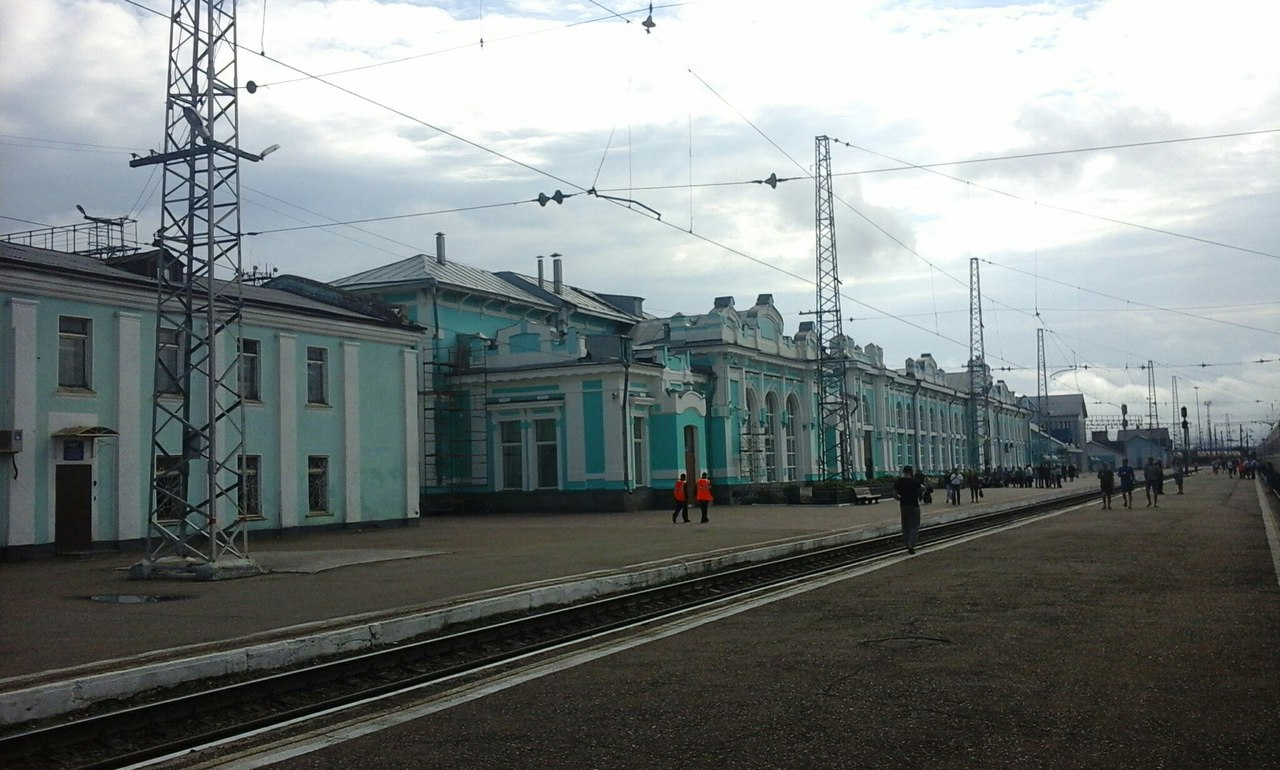
Вид с платформы
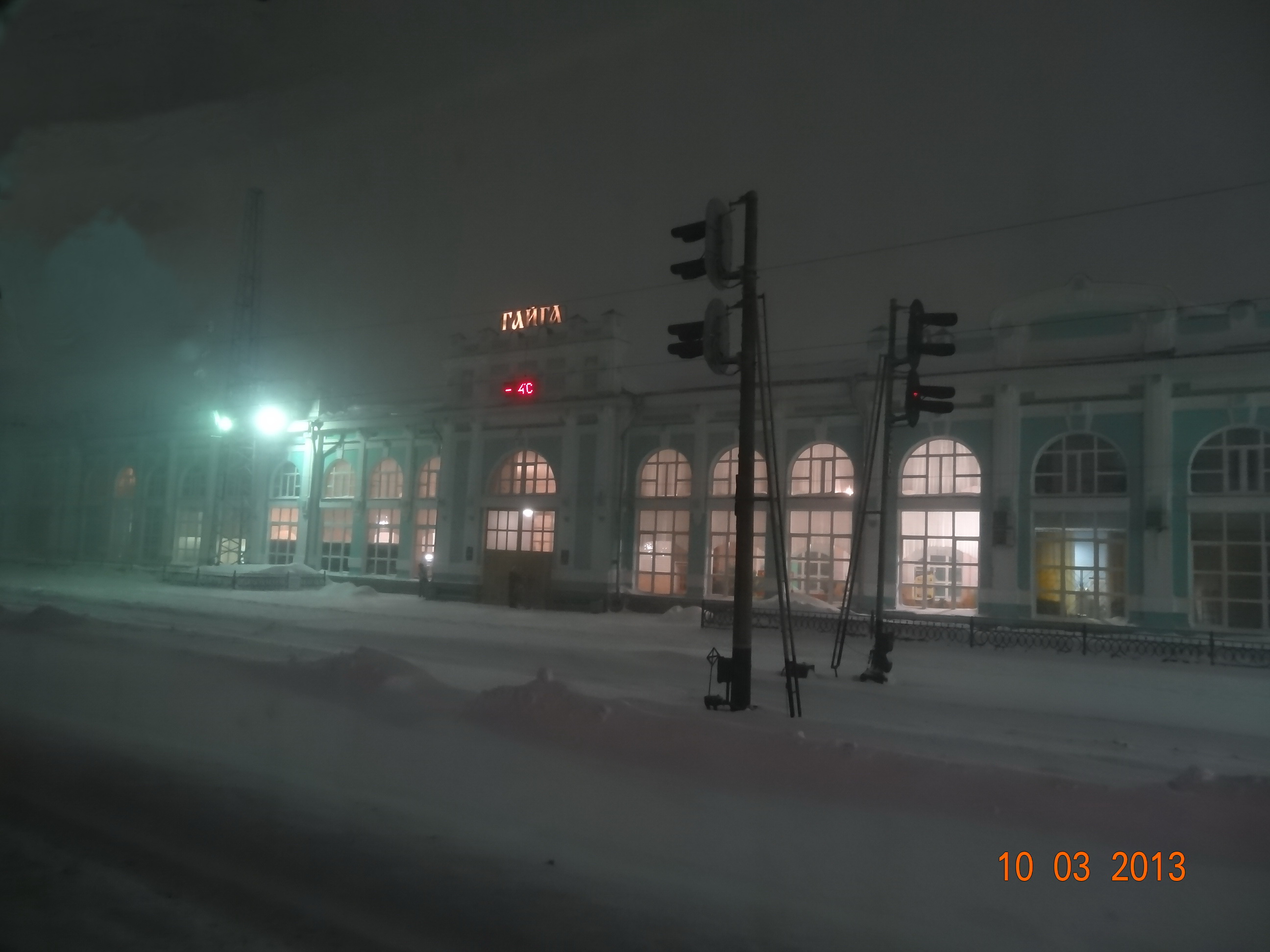
В метель
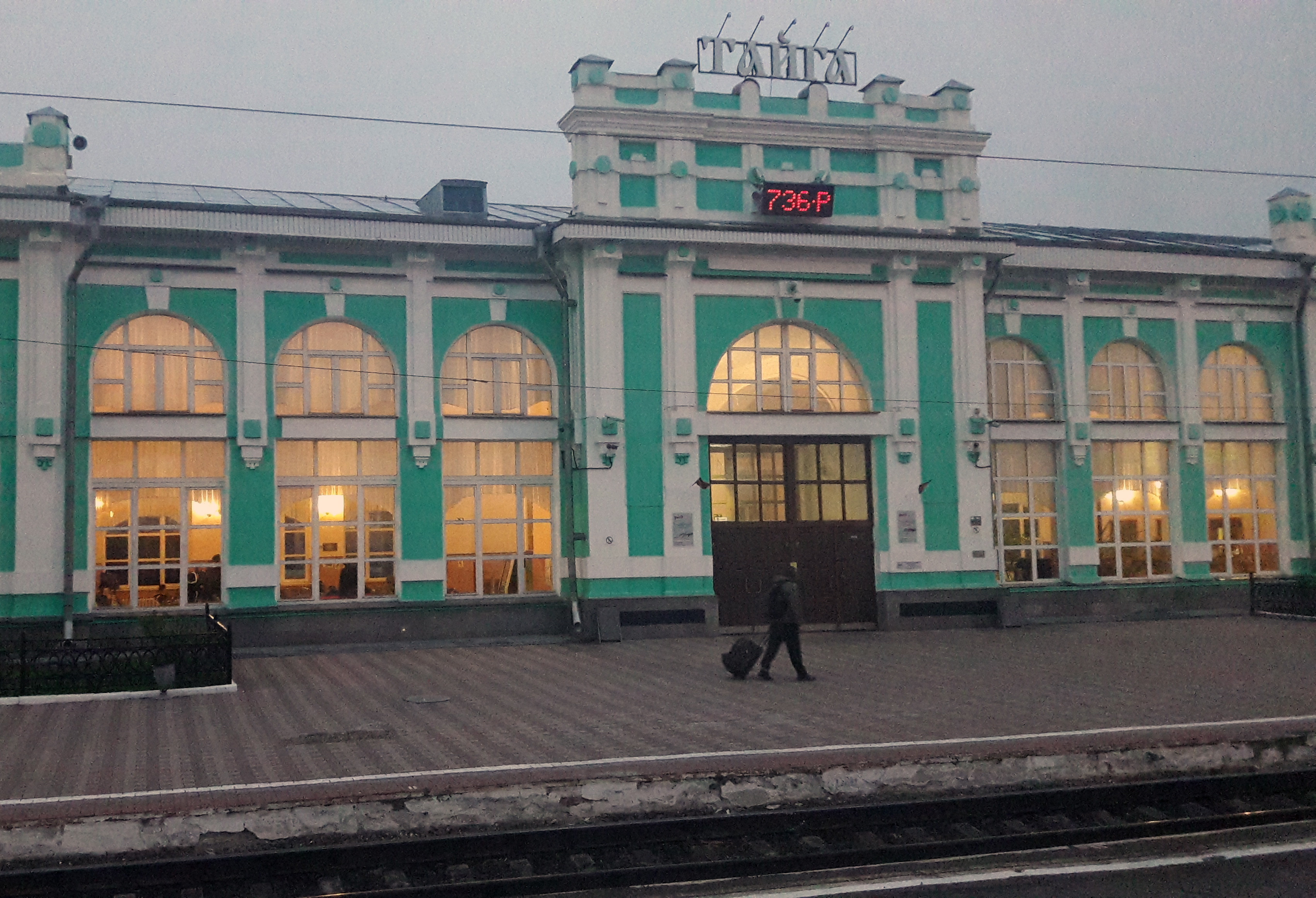
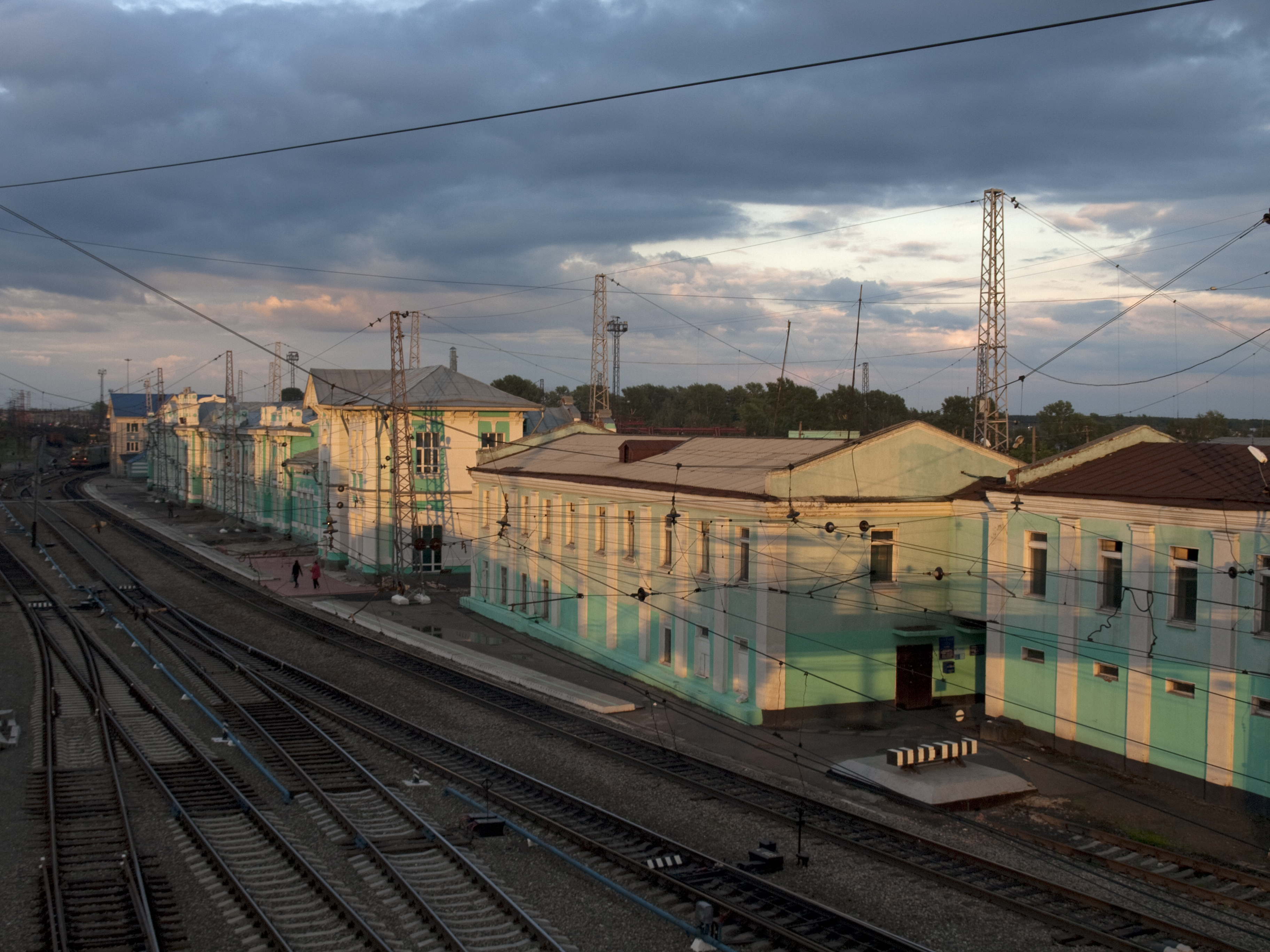
Панорамный вид

## Пассажирское движение

### Дальнее следование по станции
По состоянию на декабрь 2020 года через станцию курсируют следующие поезда дальнего следования:
Круглогодичное движение поездов
| № поезда    | Маршрут движения          | № поезда    | Маршрут движения              |
| ----------- | ------------------------- | ----------- | ----------------------------- |
| 1 «Россия»  | Владивосток — Москва      | 2 «Россия»  | Москва — Владивосток          |
| 3           | Пекин — Москва            | 4           | Москва — Пекин                |
| 5           | Улан-Батор — Москва       | 6           | Москва — Улан-Батор           |
| 7           | Владивосток — Новосибирск | 8           | Новосибирск — Владивосток     |
| 11          | Владивосток — Самара      | 12          | Самара — Владивосток          |
| 37 «Томич»  | Томск — Москва            | 38 «Томич»  | Москва — Томск                |
| 55 «Енисей» | Красноярск — Москва       | 56 «Енисей» | Москва — Красноярск           |
| 67          | Абакан — Москва           | 68          | Москва — Абакан               |
| 69          | Чита — Москва             | 70          | Москва — Чита                 |
| 75          | Нерюнгри — Москва         | 76          | Москва — Нерюнгри             |
| 81          | Улан-Удэ — Москва         | 82          | Москва — Улан-Удэ             |
| 91          | Северобайкальск — Москва  | 92          | Москва — Северобайкальск      |
| 97          | Тында — Кисловодск        | 98          | Кисловодск — Тында            |
| 99          | Владивосток — Москва      | 100         | Москва — Владивосток          |
| 105         | Красноярск — Новосибирск  | 106         | Новосибирск — Красноярск      |
| 111         | -                         | 112         | Новосибирск — Северобайкальск |
| 113         | Абакан — Новосибирск      | 114         | Новосибирск — Абакан          |
| 115         | Томск — Адлер             | 116         | Адлер — Томск                 |
| 127         | Красноярск — Адлер        | 128         | Адлер — Красноярск            |
| 129         | Красноярск — Анапа        | 130         | Анапа — Красноярск            |
| 391         | Томск — Риддер            | 392         | Риддер — Томск                |
| 609         | Томск — Новокузнецк       | 610         | Новокузнецк — Томск           |

Сезонное движение поездов
| № поезда | Маршрут движения        | № поезда | Маршрут движения        |
| -------- | ----------------------- | -------- | ----------------------- |
| 203      | Томск — Анапа           | 204      | Анапа — Томск           |
| 205      | Иркутск — Анапа         | 206      | Анапа — Иркутск         |
| 229      | Северобайкальск — Анапа | 230      | Анапа — Северобайкальск |
| 235      | Тында — Анапа           | 236      | Анапа — Тында           |
| 241      | Иркутск — Адлер         | 242      | Адлер — Иркутск         |
| 269      | Чита — Адлер            | 270      | Адлер — Чита            |
| 273      | Северобайкальск — Адлер | 274      | Адлер — Северобайкальск |

## Известные жители
В Тайге провёл детство русский советский писатель В. А. Чивилихин (1928—1984). Он жил на станции, бомжевал или играл под вагонами?[уточнить]
Здесь[где?] родился историк японского театра А. Д. Мейсельман (1900-1937). В зале ожидания вокзала?[уточнить]

## Упоминание в искусстве
Станции посвящена песня московской группы «Происшествие» «На станции Тайга» (2010, слова и музыка Алексея Караковского).
На станции Тайга всю ночь стоят составы,

На станции Тайга ветер рвёт провода,

Внутри меня война, ведь ты вчера сказала:

«Убей в себе врага, убей в себе врага!»

В этих ссыльных краях ускользнуть не удастся,

И нет смысла брать в плен, мы и так здесь в плену,

На морозе любовь примерзает к пальцам,

Это танцы на льду, танцы мёртвых на мёртвом льду!

## Галерея

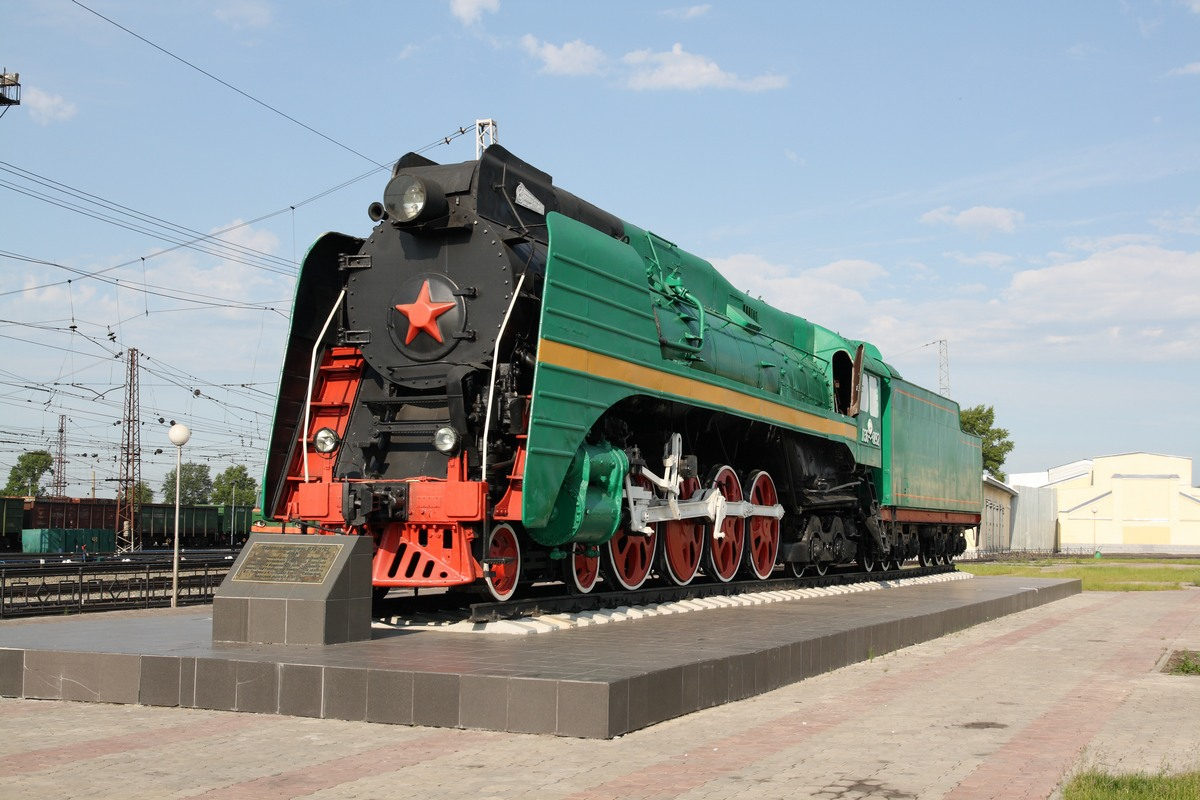
Памятник-паровоз П36-0192, исторический объект культурного наследия
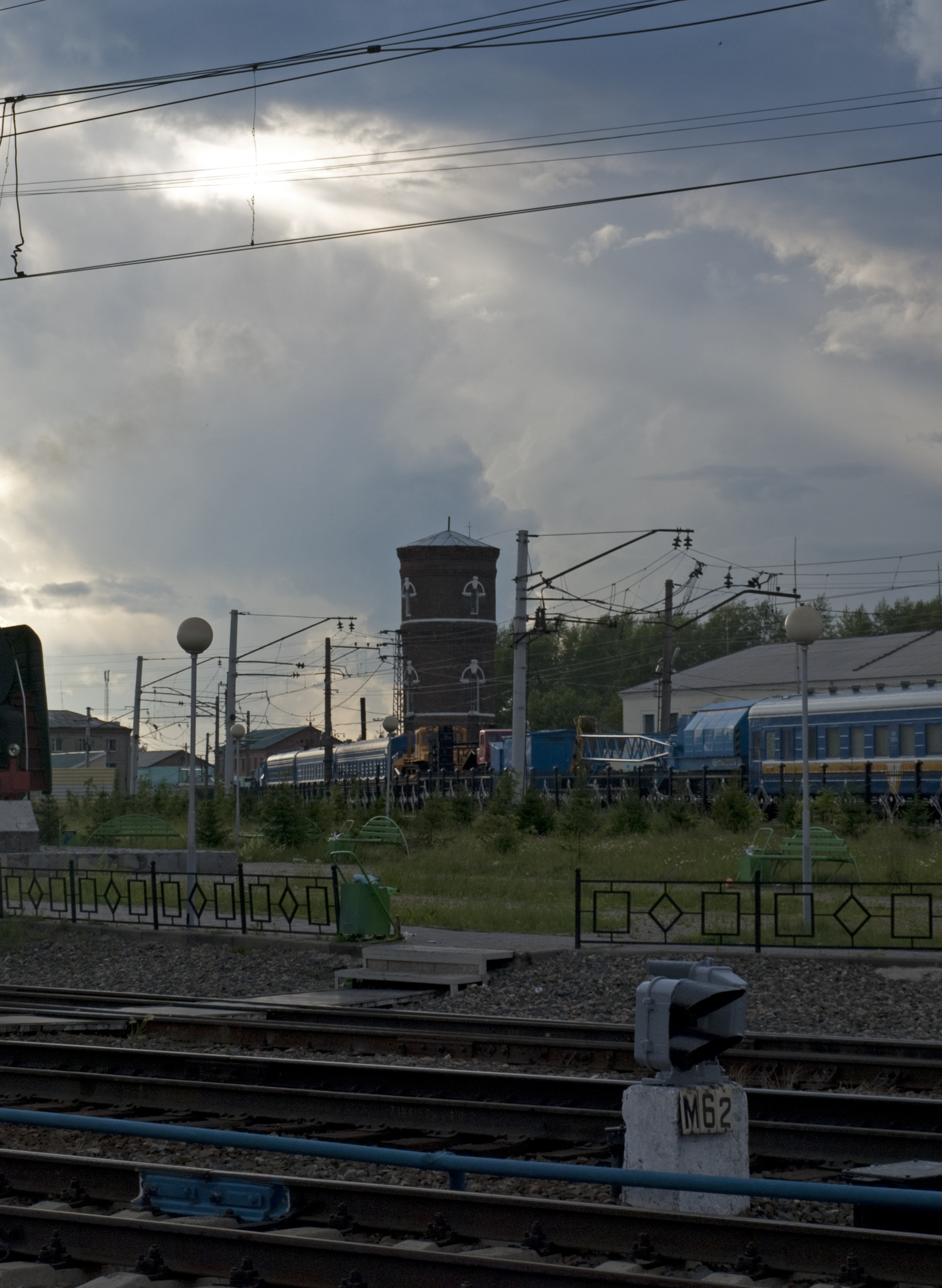
Водонапорная башня, архитектурный объект культурного наследия и восстановительный поезд
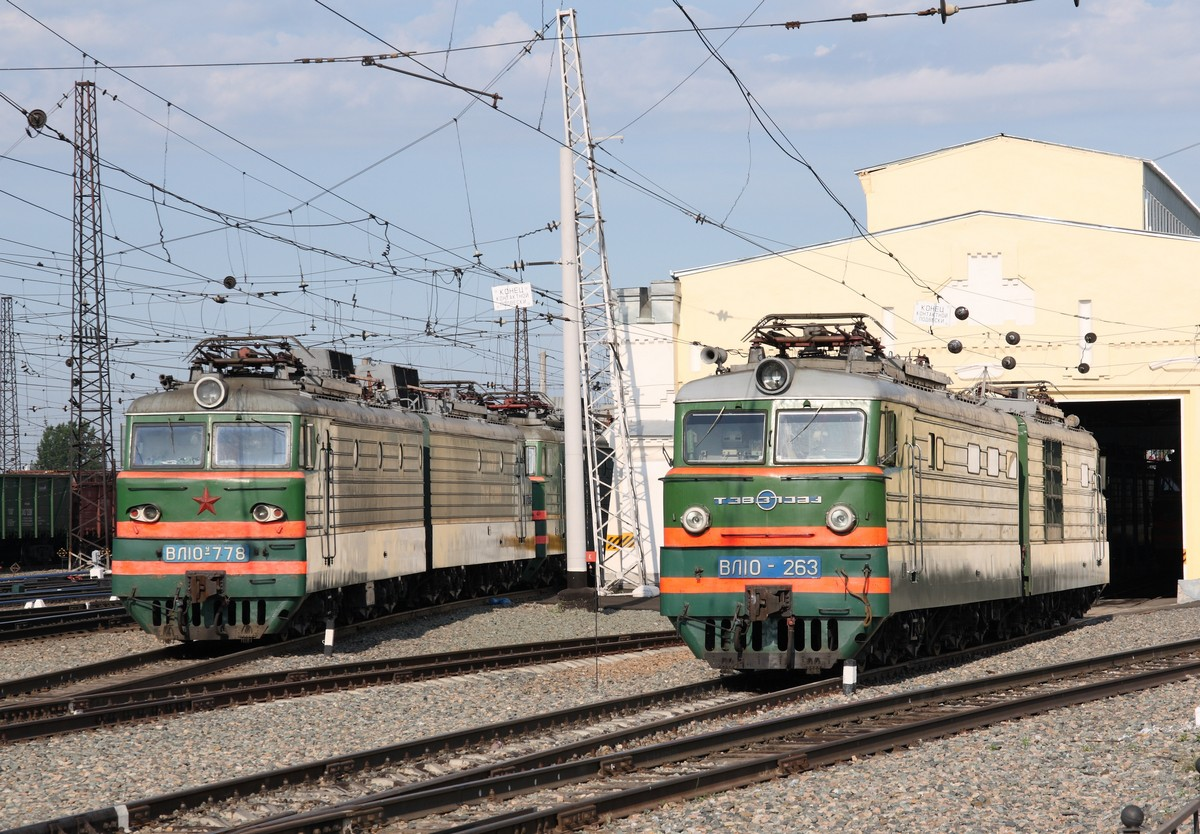
ВЛ10, локомотивное депо
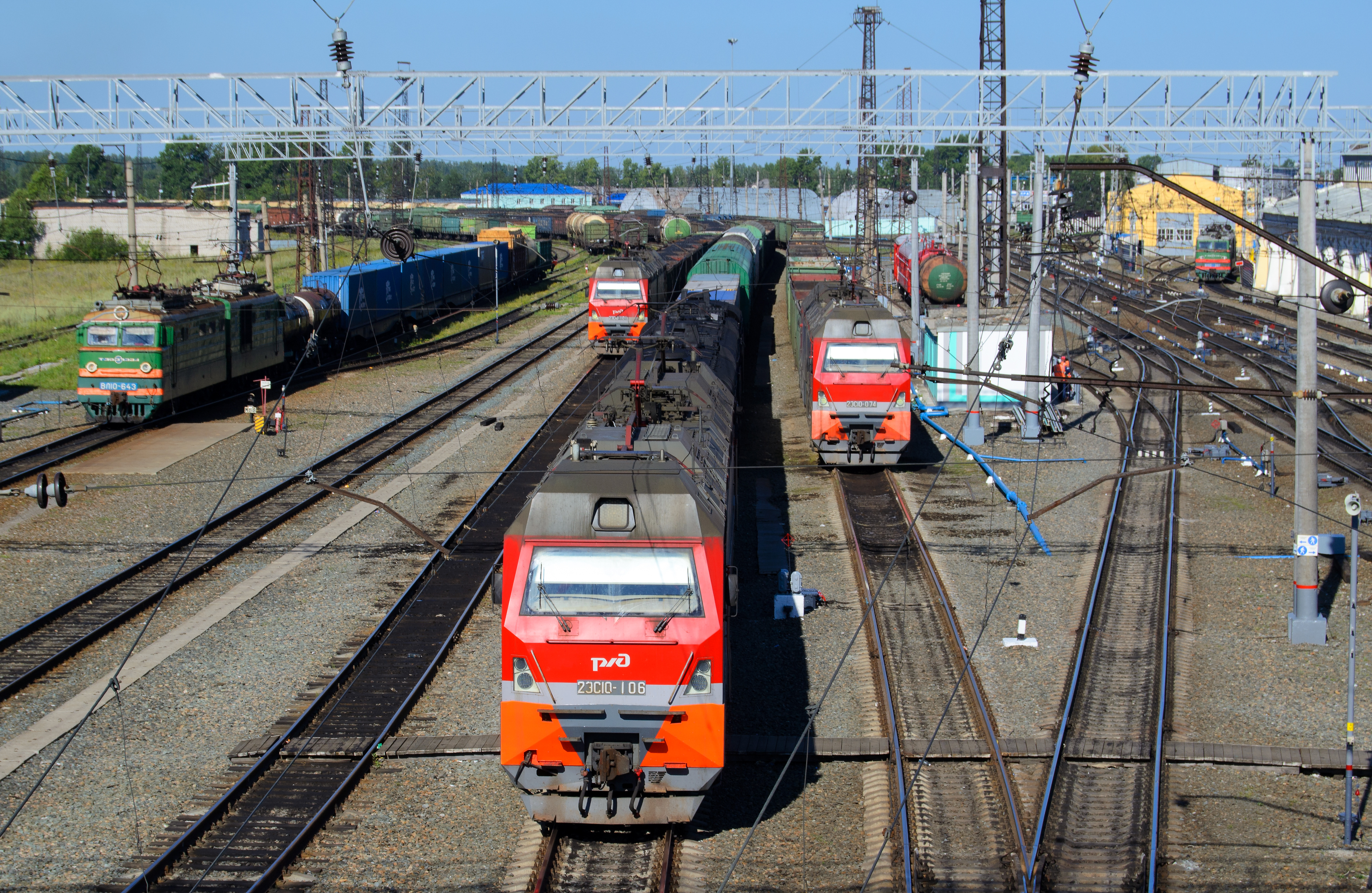
Грузовые поезда ведомые электровозами ВЛ10 и 2ЭС10, пожарный поезд, здания депо